# 918 Іта
918 Іта (918 Itha) — астероїд головного поясу, відкритий 22 серпня 1919 року.
Тіссеранів параметр щодо Юпітера — 3,242.